# جاكسون (نيوهامشير)
جاكسون (بالإنجليزية: Jackson, New Hampshire)‏ هي بلدة أمريكية تقع في الولايات المتحدة في Carroll County. يقدر عدد سكانها بـ 816 نسمة ومساحتها 173.4 كم2 وترتفع عن سطح البحر 231 متر.

## معرض صور

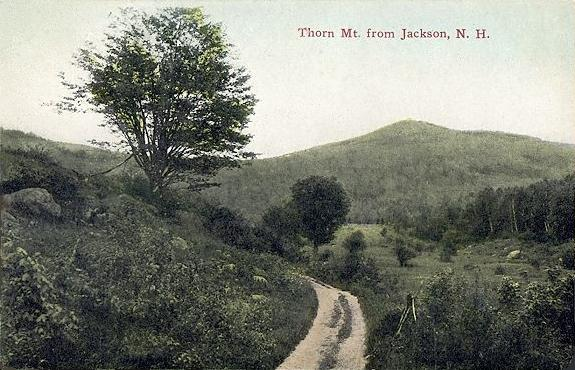
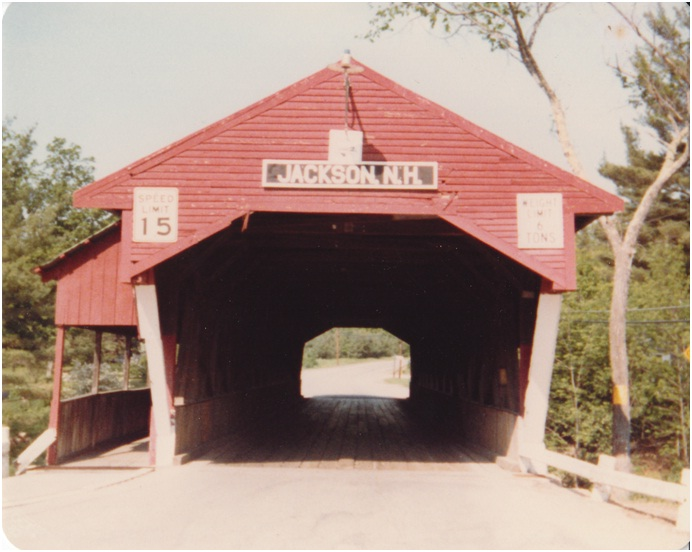
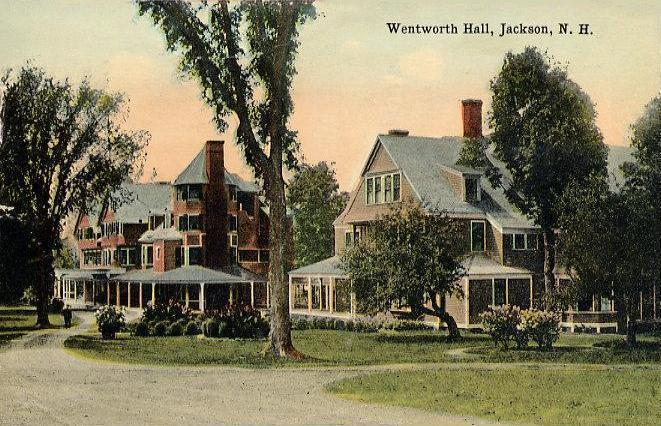
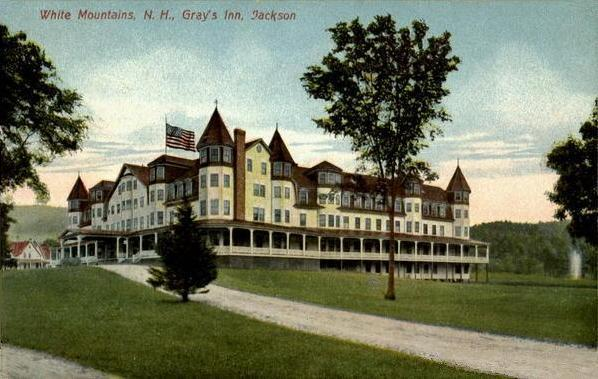